# 45-та піхотна дивізія (Третій Рейх)
45-та піхотна дивізія (Третій Рейх) (нім. 45. Infanterie-Division) — піхотна дивізія Вермахту за часів Другої світової війни.

## Історія
45-та піхотна дивізія була сформована 1 квітня 1938 в Лінці в XVII-му військовому окрузі (нім. Wehrkreis XVII) шляхом переформування австрійської 4-ї піхотної дивізії після Аншлюсу Австрії.

## Райони бойових дій
- Австрія, Німеччина (квітень 1938 — серпень 1939);
- Польща (вересень — жовтень 1939);
- Німеччина (листопад 1939 — травень 1940);
- Бельгія, Франція (травень — липень 1940);
- Бельгія (липень 1940 — квітень 1941);
- Генеральна губернія (квітень — червень 1941);
- СРСР (центральний напрямок) (червень — липень 1941);
- СРСР (південний напрямок) (липень — жовтень 1941);
- СРСР (центральний напрямок) (жовтень 1941 — липень 1944).

## Командування

### Командири
- генерал від інфантерії Фрідріх Матерна (нім. Friedrich Materna) (1 квітня 1938 — 1 жовтня 1940);
- генерал-майор Гергард Кернер (нім. Gerhard Körner) (25 жовтня 1940 — 27 квітня 1941);
- генерал-лейтенант Фріц Шліпер (нім. Fritz Schlieper) (27 квітня 1941 — 27 лютого 1942);
- генерал-лейтенант Фріц Кюльвайн (нім. Fritz Kühlwein) (27 лютого 1942 — 25 квітня 1943);
- генерал-лейтенант барон Ганс фон Фалькенштайн (нім. Hans Freiherr von Falkenstein) (25 квітня — 30 листопада 1943);
- генерал-майор Йоахім Енгель (нім. Joachim Engel) (30 листопада 1943 — 27 лютого 1944);
- генерал-майор Густав Гір (нім. Gustav Gihr) (27 лютого — 9 квітня 1944);
- генерал-майор Йоахім Енгель (9 квітня — липень 1944).

## Нагороджені дивізії
Нагороджені дивізії
|  | Кавалери Золотого Німецького Хреста                                                                      | 38 |
|  | Кавалери Лицарського хреста Залізного хреста                                                             | 12 |
|  | Кавалери Почесної Відзнаки Сухопутних військ «Почесна пряжка на орденську стрічку для Сухопутних військ» | 11 |

- Нагороджені Сертифікатом Пошани Головнокомандувача Сухопутних військ (11)